# Ilimananngip Nunaa
Ilimananngip Nunaa (danska: Milne Land) är en ö i Illoqqortoormiut på Grönland. Dess yta är 3 913 km2. Den hade inga invånare år 2005.